# Giuseppe Maria Tanfani
Giuseppe Maria Tanfani (* 1689 in Italien; † 1771 ebenda) (in manchen Quellen auch Giuseppe Maria Fanfani) war ein italienischer Geiger und Komponist des Barock.

## Leben und Wirken
Tanfani wohnte zeitlebens in Florenz. Dort war er ein angesehener Violinvirtuose, der auch von auswärtigen Musikern wie Johann Georg Pisendel und Johann Joachim Quantz, die ihm anlässlich ihrer Reisen  nach Florenz begegneten, sehr geschätzt wurde. Tanfani war Aiutante di camera am Hof von Gian Gastone de’ Medici sowie anschließend Kammermusiker am toskanischen Hof des Lothringer Herrscherhauses. Zudem wirkte er als Geiger an Theatern und Kirchen, so zum Beispiel als erster Geiger bei der Uraufführung von Antonio Vivaldis Oper Ginevra principessa di Scozia im Teatro della Pergola 1736.
Tanfani experimentierte außerdem im Geigenbau und entwickelte mit dem „Violino Tetrarmonico“ ein Instrument, das mit einer zusätzlichen fünften tiefen Saite und mehreren Resonanzsaiten ausgestattet war. Außerdem konnte bei dem Instrument ein Dämpfer mit dem Kinn in unterschiedliche Positionen gebracht werden. Dieser Mechanismus erlaubte vier verschiedene Klangfarbenänderungen ohne Unterbrechung des Spiels.

### Name
Laut Forschungen der Musikwissenschaftlerin Bettina Hoffmann hatte sich durch einen Schreibfehler in der Biblioteca Nazionale Centrale di Firenze der Name „Fanfani“ etabliert, wohingegen sein tatsächlicher Familienname „Tanfani“ lautete. Durch die Korrektur des Namens wurde es möglich, in den Archiven mehr Erkenntnisse über sein Leben und Werk zu recherchieren. Es ist davon auszugehen, dass auch sich auf Fanfani beziehende Quellen in Wirklichkeit Tanfani meinen.

## Werke
Zu Tanfanis kammermusikalischen Werken zählen Sonaten für Violine und basso continuo. Seine Violinsonate in D-Dur, die irrtümlich Johann Georg Pisendel zugeschrieben worden war, da sie in einer Abschrift Pisendels überliefert war, wurde später als Werk Tanfanis identifiziert. Außer dieser Sonate ist in der Biblioteca Nazionale Centrale in Florenz noch eine Sammlung von 12 weiteren, Gian Gastone de Medici gewidmeten Violinsonaten erhalten.